# Бутенко, Василий Иванович
Василий Иванович Бутенко (1874—1920) — русский военный  деятель,  полковник. Герой Первой мировой войны, участник Гражданской войны в России на стороне Белой армии.

## Биография
В службу вступил в 1892 году после окончания Полоцкого кадетского корпуса. В 1894 году после окончания Константиновского военного училища по I разряду произведён в подпоручики и выпущен в Александропольский 161-й пехотный полк. 
В 1894 году переведён в Егерский лейб-гвардии полк и переименован в подпоручики гвардии. В 1898 году произведён в поручики гвардии, в 1902 году в штабс-капитаны гвардии, в 1906 году в капитаны гвардии, в 1914 году в полковники гвардии. 
С 1914 года участник Первой мировой войны — командир батальона Егерского лейб-гвардии полка. С 1916 года командир 27-го Сибирского стрелкового полка. 

Высочайшим приказом от 14 июня 1915 года за храбрость награждён Георгиевским оружием: 
За то, что  в бою 19-го октября 1914 года у с. Бартошевины, командуя батальоном и являя собой пример мужества, под огнем противника, с боя овладел впереди лежащей укрепленной позицией, следствием чего было отступление противника по всей линии
После Октябрьской революции, с 1919 года старший офицер Егерского Гатчинского батальона и штаба 3-й пехотной дивизии Северо-Западной армии. Умер 13 февраля 1920 года от тифа.

## Награды
- Орден Святой Анны 3-й степени с мечами и бантом (ВП 1903; ВП 24.12.1915)
- Орден Святого Станислава 2-й степени с мечами (ВП 1906; ВП 12.02.1915)
- Орден Святой Анны 2-й степени с мечами (ВП 20.06.1914; ВП 02.05.1915)
- Орден Святого Владимира 4-й степени с мечами и бантом (ВП 28.10.1914)
- Орден Святой Анны 4-й степени «За храбрость» (ВП 13.05.1915[3])
- Георгиевское оружие (ВП 14.06.1915)